# Ptaszkowice
Ptaszkowice est une localité polonaise de la gmina de Zapolice, située dans le powiat de Zduńska Wola en voïvodie de Łódź.